# 木冬镇区
木冬镇区為緬甸孟邦毛淡棉縣的鎮區。2014年人口190,737人，區域面積730.16平方公里。該鎮區轄下50個村莊。木冬為該鎮區首府。
該鎮區為8888民主運動學生領袖、緬甸異議人士與民主活動家敏哥奈的出生地。